# Vinkelhaken
Vinkelhaken (Norma på latin) är en liten stjärnbild på södra stjärnhimlen.  
Konstellationen är en av de 88 moderna stjärnbilderna som erkänns av den Internationella astronomiska unionen.

## Historik
Vinkelhaken har omväxlande kallats Triangulum Australe och Quadrans Euclidis (Euklides vinkelhake) innan den fick en ordentlig beskrivning av den franske astronomen Nicolas Louis de Lacaille 1751 och tillhör stjärnhimlens verktyg. Först fick den namnet l’Equerre et la Regle, eftersom Lacaille tänkte på ritarens vinkelhake och linjal.  För att få en ordentlig stjärnbild lånade Lacaille två stjärnor från den angränsande stjärnbilden Skorpionen, som fick namnen Alfa och Beta Normae. Dessa har senare lämnats tillbaka till Skorpionen, varför Vinkelhakens ljusstarkaste stjärna numera heter Gamma Normae.

## Stjärnor

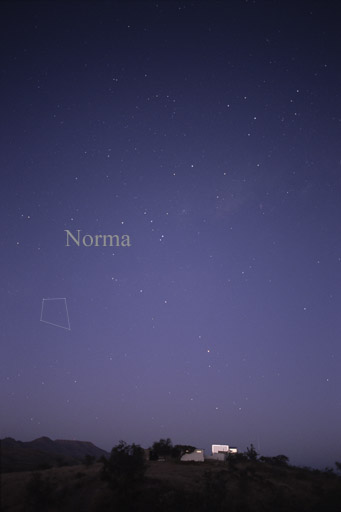
Stjärnbilden Vinkelhaken (Norma) som den kan ses med blotta ögat.

Vinkelhaken är en stjärnbild utan ljusstarka stjärnor. Stjärnorna Gamma1 Nor, Gamma2 Nor bildar tillsammans med Epsilon och Eta Nor en rätvinklig triangel bland en mängd svagare stjärnor i bakgrunden.
- γ - Gamma Normae är en dubbelstjärna som är ljusstarkast i stjärnbilden med magnitud 4,01. Den består av en gul jättestjärna, som själv är dubbelstjärna, och en gulvit superjätte av spektralklass F9Ia.[2]
- ε - Epsilon Normae är en dubbelstjärna av magnitud 4,53 och spektralklass B4V.
- R Normae är en Miravariabel som varierar i ljusstyrka 6,5 – 13,9 med en period av 507,5 dygn.
- S Normae (47 Normae) är en Cepheid-variabel som varierar i ljusstyrka 6,12 – 6,77 med perioden 9,75411 dygn. S Normae befinner sig i centrum av stjärnhopen NGC 6087, S Normae-hopen.

## Djuprymdsobjekt

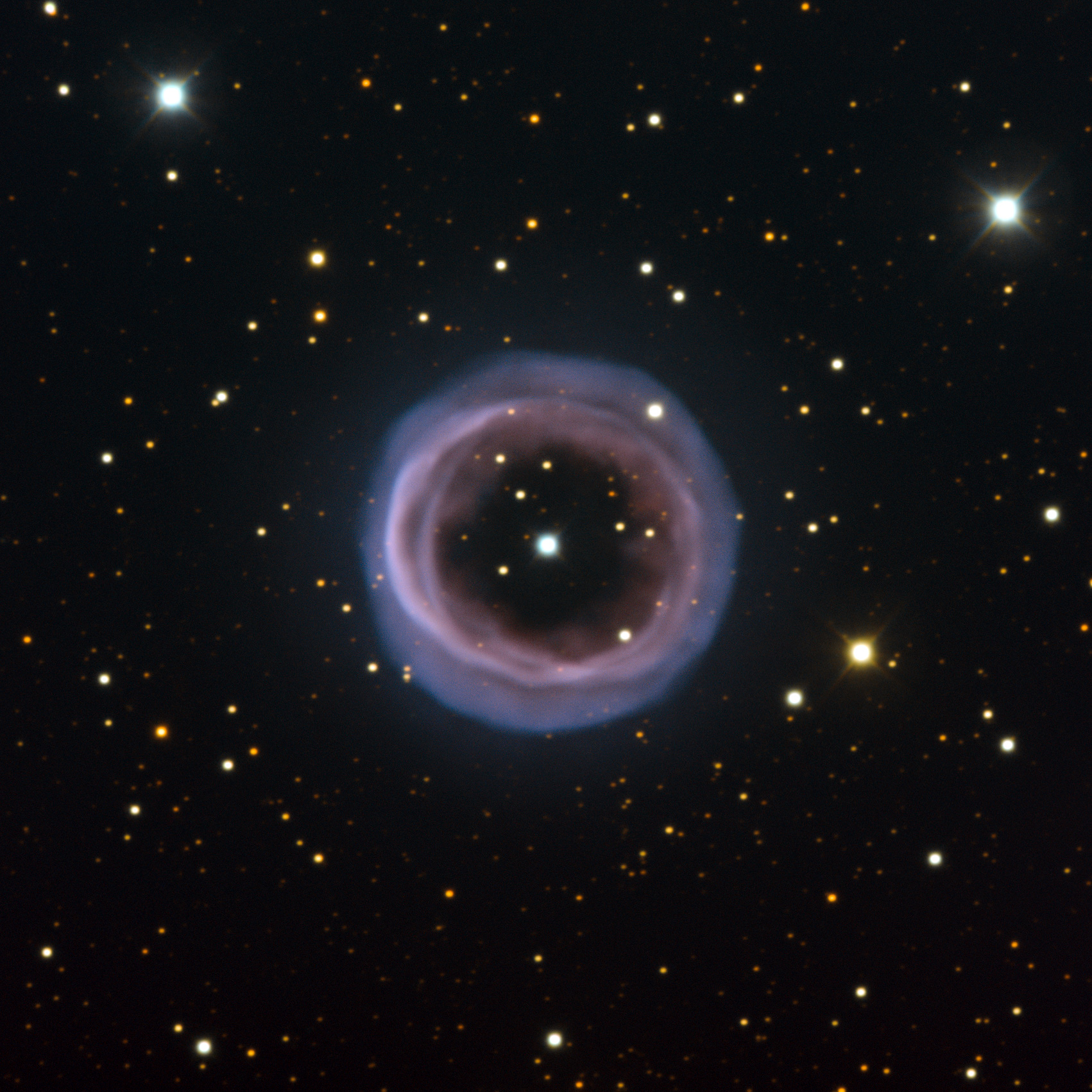
Den planeriska nebulosan Shapley 1.

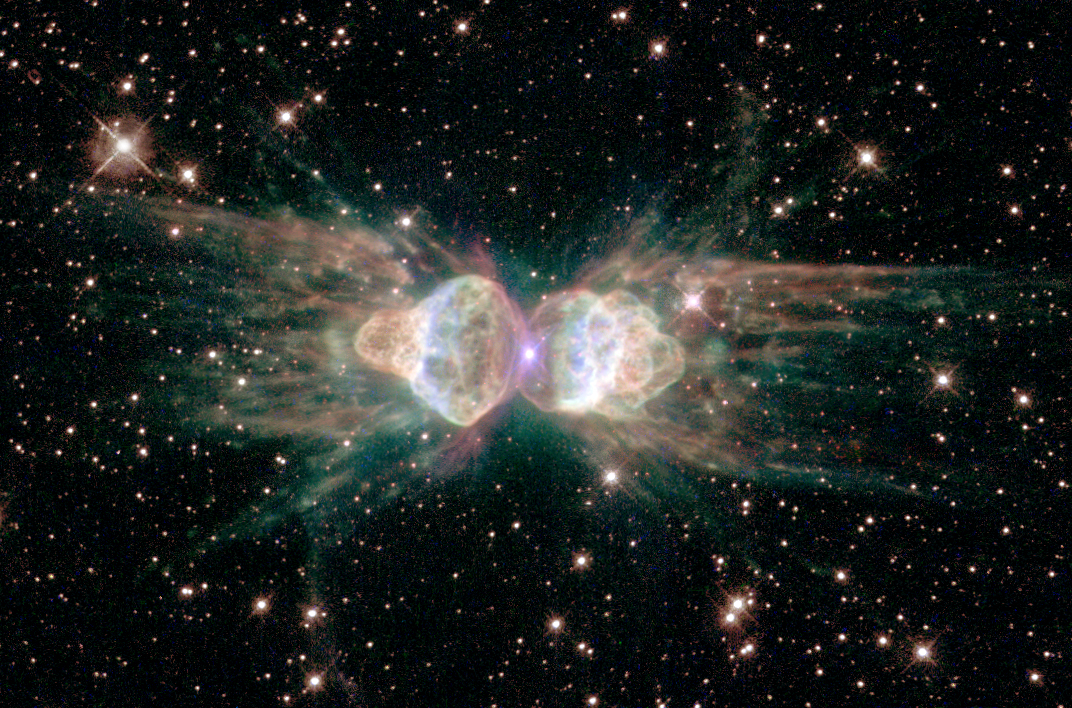
Den planeriska nebulosan Menzel 3.

Stjärnbilden innehåller inga Messierobjekt med många andra intressanta objekt på grund av dess läge i Vintergatan.

### Stjärnhopar
- NGC 6025 och NGC 6031 är öppna stjärnhopar.
- NGC 6067 är en öppen stjärnhop i närheten av Kappa Normae, med magnituden 5,6.
- NGC 6087 (S Normae-hopen eller Caldwell 89) är också en öppen stjärnhop, av magnitud 5,4.
- NGC 6152 och NGC 6167 är öppna stjärnhopar.

### Galaxhopar
- Norma-hopen – Abell 3627 är en galaxhop ungefär 221,1 miljoner ljusår från jorden. Galaxhopen är svår att observera eftersom den är förmörkad av stoft och ligger i en region som skyms av Vintergatan. Den befinner sig i närheten av den Stora attraktorn.

### Nebulosor
- Shapley 1, är en planetarisk nebulosa av magnitud 12,6. Centralstjärnan är en vit dvärg av magnitud 14. Nebulosan upptäcktes 1936 av den amerikanske astronomen Harlow Shapley.
- Menzel 1 är en planetarisk nebula av magnitud 12,0. Den beräknas vara mellan 4500 och 10000 år gammal.
- Menzel 3 är också en planetarisk nebulosa i Vinkelhaken.